# Francis Faï Yengo
Francis Faï Yengo, né le 11 février 1955 dans le département du Bui dans la région du Nord-Ouest du Cameroun, est un homme politique camerounais. Il est coordonnateur national du Comité national de désarmement, de démobilisation et de réintégration (DDR) depuis décembre 2018.

## Biographie

### Cursus académique
Francis Faï Yengo est diplômé de l'Ecole nationale d'administration et de magistrature (ENAM).

### Carrière administrative

#### Commandement territorial
De 1996 à 1998, Francis Faï Yengo est gouverneur de la région du Nord-Ouest, ensuite de la région du Centre à partir de 2003, et de la région du Littoral de 2007 à 2012.

#### Fonctions administratives
En 2008, Francis Faï Yengo, à la suite d'un imminent remaniement du gouvernement, est pressenti comme le successeur du Premier ministre Ephraïm Inoni.
Le 28 septembre 2015, Francis Faï Yengo est nommé par décret présidentiel Président du Bureau national de l'état civil (BUNEC).
Plus tard, le 4 décembre 2018, Francis Faï Yengo est nommé par décret présidentiel Coordonnateur national du Comité national de désarmement, de démobilisation et de réintégration (DDR).